# Мёриген
Мёриген (нем. Mörigen) — коммуна в Швейцарии, в кантоне Берн.
Входит в состав округа Нидау. Население составляет 846 человек (на 21 декабря 2007 года). Официальный код — 0742.

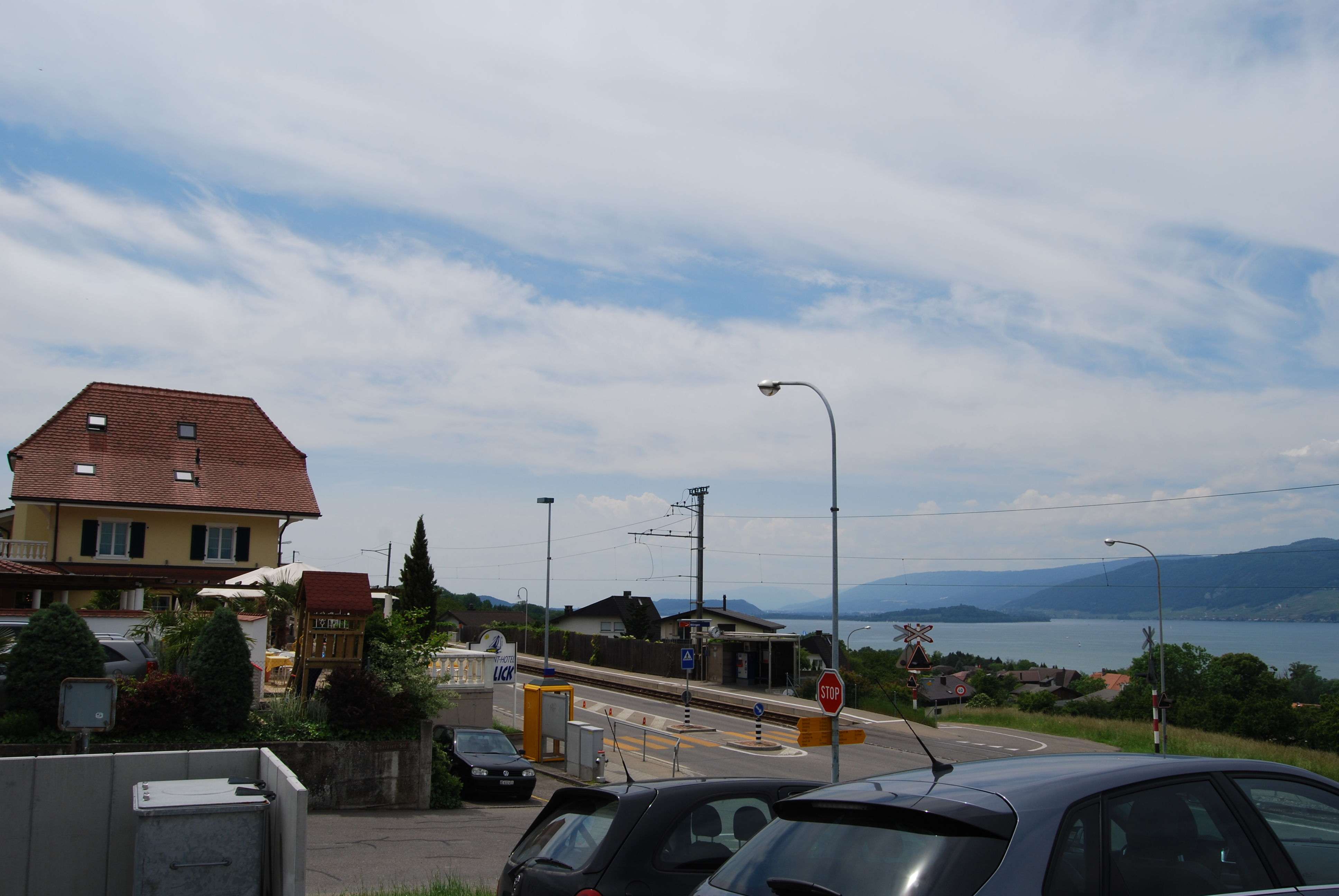
Мёриген